# الیوت مکوی

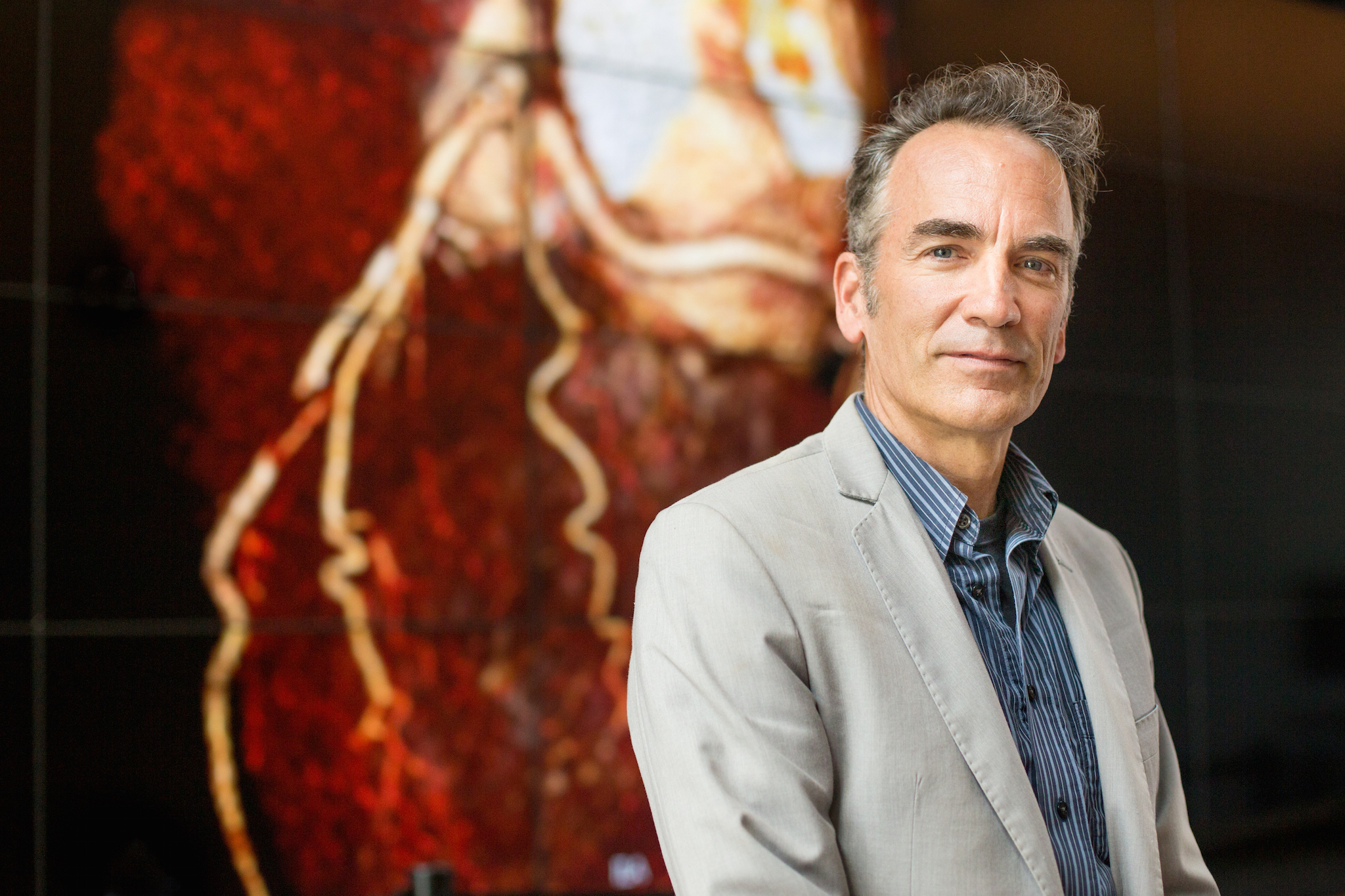
الیوت مک وی - ۲۰۱۷

الیوت مک وی (به انگلیسی: Elliot McVeigh) استاد و محقق مهندسی زیستی در دانشگاه کالیفرنیا، سن دیگو است. او مدرک عالی دکترا خود را از دانشگاه تورنتو در سال ۱۹۸۸ دریافت کرده است.